# Camilla Fabricius
Camilla Fabricius (nascida em 20 de outubro de 1971, em Aarhus) é uma política dinamarquesa, membro do Folketing pelo partido dos sociais-democratas. Ela foi eleita para o parlamento nas eleições legislativas dinamarquesas de 2019.

## Carreira política
Fabricius fez parte do conselho municipal de Aarhus de 2008 a 2019. Ela foi eleita pela primeira vez para o parlamento na eleição de 2019, onde recebeu 6.506 votos.